# 灰線高體鯧
灰線高體鯧為輻鰭魚綱鱸形目鯧亞目長鯧科的其中一種，分布於西南大西洋的阿根廷海域，生活習性不明。

## 擴展閱讀
維基物種上的相關：灰線高體鯧